# Plasmopara
Plasmopara è un genere di Oomycota appartenente alla famiglia delle Peronosporaceae. Morfologicamente, questo genere ha zoosporangi portati su rami sporangiofori ben differenziati; gli zoosporangi hanno forma ovale o ellittica e si distaccano dal ramo sporangioforo. A differenza del genere Peronospora, i rami sporangiofori hanno ramificazioni disposte quasi ad angolo retto, con la parte finale tronca. Gli zoosporangi germinano per zoospore.

## Specie
La specie più importante è Plasmopara viticola, parassita della vite. Altre specie sono: Plasmopara ribicola, che attacca il ribes; Plasmopara nivea, che attacca la carota e il prezzemolo; Plasmopara halstedii, parassita del girasole.